# Hamid El Mahdaoui
 (octobre 2018).
Si vous disposez d'ouvrages ou d'articles de référence ou si vous connaissez des sites web de qualité traitant du thème abordé ici, merci de compléter l'article en donnant les références utiles à sa vérifiabilité et en les liant à la section « Notes et références ».
Hamid ElMAHDAOUY (en arabe : حميد المهدوي) est un journaliste et activiste marocain né le 1er janvier 1979 à Khnichet. Il a fondé en 2014 le site d'information en ligne Badil.info, dont il fut le rédacteur en chef jusqu'à sa condamnation en 2017 dans l'affaire des mouvements populaires du Rif. Le 20 juillet 2017, Hamid Elmahdaouy a été arrêté à Al Hoceima, et condamné à trois ans de prison ferme ainsi qu'à une amende de 20’000 Dirhams pour son activisme dans l'affaire des manifestations du Hirak.
Le 30 juin 2025, la cour d'appel confirme une sentence de 18 mois, et de verser 150 000 € au plaignant, le ministre de la justice.

## Biographie
Hamid Elmahdaouyest né le 1er janvier 1979, dans la ville de Khnichet, au nord-est de Rabat. Après avoir travaillé dans plusieurs journaux locaux, il a décidé de fonder son propre site web, Badil.info, en 2014.

## Procès et peines d'emprisonnement

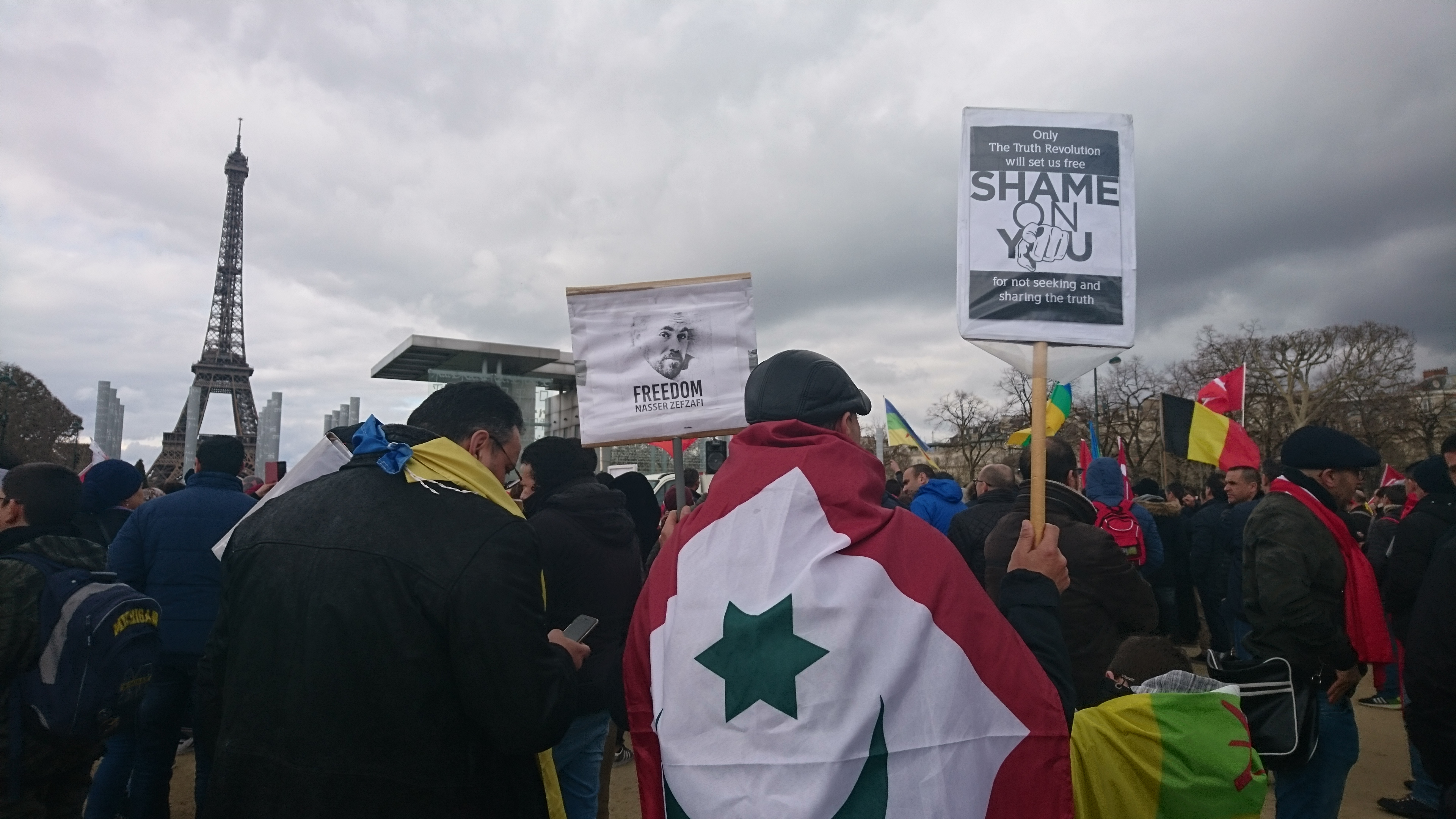
Manifestation à Paris pour réclamer la libération des prisonniers du Hirak, parmi lesquels Hamid El Mahdaoui

En 2014, Hamid Elmahdaouyest condamné à une peine de quatre mois de prison pour « diffamation », après avoir « mis en lumière la torture et la mort de l'activiste Karim Lachqar dans un commissariat en 2014 », relate Libération. L'enquête menée par la brigade nationale de la police judiciaire n'établit aucun lien entre les blessures, jugées superficielles, infligées à Karim Lachqar lors de sa détention, et le décès de ce dernier.
Par ailleurs, Hamid Elmahdaouy est arrêté et condamné à des amendes à plusieurs reprises. Le 27 juillet 2017, Hamid Elmahdaouy écope en première instance à trois mois de prison ferme et à 20 000 dirhams d'amende, pour « non-dénonciation d’une tentative de nuire à la sécurité intérieure de l’État » dans l'affaire des manifestations du Rif.
Deux mois plus tard, en septembre 2017, la Cour d'Appel d'Al-Hoceïma condamne le journaliste à un an de prison ferme. Aussi Hamid Elmahdaouy entame-t-il une grève de la faim pour protester contre ce verdict, interrompue au bout de deux semaines pour raisons de santé. Le 21 novembre 2017, le journaliste reprend sa grève de la faim pour dénoncer ses conditions d'incarcération.[réf. souhaitée] 
Enfin, après un peu moins de neuf mois de procès, en juin 2018, la chambre criminelle de la cour d'appel de Casablanca  condamne le journaliste à une peine de trois ans de prison ferme. Une grande partie de la communauté internationale dénonce une sentence jugée trop lourde compte tenu de l'implication du journaliste dans ces manifestations,.